# Liste der niederländischen Fußballmeister
Dies ist die Liste aller niederländischen Fußballmeister.

## Übersicht
| Saison    | Verein                                           |
| --------- | ------------------------------------------------ |
| 1888/89   | VV Concordia Rotterdam                           |
| 1889/90   | Haarlemsche FC                                   |
| 1890/91   | HVV Den Haag                                     |
| 1891/92   | RAP Amsterdam                                    |
| 1892/93   | Haarlemsche FC                                   |
| 1893/94   | RAP Amsterdam                                    |
| 1894/95   | Haarlemsche FC                                   |
| 1895/96   | HVV Den Haag                                     |
| 1896/97   | RAP Amsterdam                                    |
| 1897/98   | RAP Amsterdam                                    |
| 1898/99   | RAP Amsterdam                                    |
| 1899/1900 | HVV Den Haag                                     |
| 1900/01   | HVV Den Haag                                     |
| 1901/02   | HVV Den Haag                                     |
| 1902/03   | HVV Den Haag                                     |
| 1903/04   | HBS Craeyenhout                                  |
| 1904/05   | HVV Den Haag                                     |
| 1905/06   | HBS Craeyenhout                                  |
| 1906/07   | HVV Den Haag                                     |
| 1907/08   | Quick Den Haag                                   |
| 1908/09   | Sparta Rotterdam                                 |
| 1909/10   | HVV Den Haag                                     |
| 1910/11   | Sparta Rotterdam                                 |
| 1911/12   | Sparta Rotterdam                                 |
| 1912/13   | Sparta Rotterdam                                 |
| 1913/14   | HVV Den Haag                                     |
| 1914/15   | Sparta Rotterdam                                 |
| 1915/16   | Willem II Tilburg                                |
| 1916/17   | Go Ahead Eagles Deventer                         |
| 1917/18   | Ajax Amsterdam                                   |
| 1918/19   | Ajax Amsterdam                                   |
| 1919/20   | Be Quick Groningen                               |
| 1920/21   | NAC Breda                                        |
| 1921/22   | Go Ahead Eagles Deventer                         |
| 1922/23   | Racing Club Haarlem                              |
| 1923/24   | Feijenoord Rotterdam                             |
| 1924/25   | HBS Craeyenhout                                  |
| 1925/26   | Sportclub Enschede                               |
| 1926/27   | Heracles Almelo                                  |
| 1927/28   | Feijenoord Rotterdam                             |
| 1928/29   | PSV Eindhoven                                    |
| 1929/30   | Go Ahead Eagles Deventer                         |
| 1930/31   | Ajax Amsterdam                                   |
| 1931/32   | Ajax Amsterdam                                   |
| 1932/33   | Go Ahead Eagles Deventer                         |
| 1933/34   | Ajax Amsterdam                                   |
| 1934/35   | PSV Eindhoven                                    |
| 1935/36   | Feijenoord Rotterdam                             |
| 1936/37   | Ajax Amsterdam                                   |
| 1937/38   | Feijenoord Rotterdam                             |
| 1938/39   | Ajax Amsterdam                                   |
| 1939/40   | Feijenoord Rotterdam                             |
| 1940/41   | Heracles Almelo                                  |
| 1941/42   | ADO Den Haag                                     |
| 1942/43   | ADO Den Haag                                     |
| 1943/44   | De Volewijckers                                  |
| 1944/45   | keine Austragung wegen des Hungerwinters 1944/45 |
| 1945/46   | HFC Haarlem                                      |
| 1946/47   | Ajax Amsterdam                                   |
| 1947/48   | BVV Den Bosch                                    |
| 1948/49   | SVV Schiedam                                     |
| 1949/50   | Limburgia Brunssum                               |
| 1950/51   | PSV Eindhoven                                    |
| 1951/52   | Willem II Tilburg                                |
| 1952/53   | Racing Club Haarlem                              |
| 1953/54   | FC Eindhoven                                     |
| 1954/55   | Willem II Tilburg                                |
| 1955/56   | Rapid JC                                         |
| 1956/57 1 | Ajax Amsterdam                                   |
| 1957/58   | DOS Utrecht                                      |
| 1958/59   | Sparta Rotterdam                                 |
| 1959/60   | Ajax Amsterdam                                   |
| 1960/61   | Feijenoord Rotterdam                             |
| 1961/62   | Feijenoord Rotterdam                             |
| 1962/63   | PSV Eindhoven                                    |
| 1963/64   | DWS Amsterdam                                    |
| 1964/65   | Feijenoord Rotterdam                             |
| 1965/66   | Ajax Amsterdam                                   |
| 1966/67   | Ajax Amsterdam                                   |
| 1967/68   | Ajax Amsterdam                                   |
| 1968/69   | Feijenoord Rotterdam                             |
| 1969/70   | Ajax Amsterdam                                   |
| 1970/71   | Feyenoord Rotterdam                              |
| 1971/72   | Ajax Amsterdam                                   |
| 1972/73   | Ajax Amsterdam                                   |
| 1973/74   | Feyenoord Rotterdam                              |
| 1974/75   | PSV Eindhoven                                    |
| 1975/76   | PSV Eindhoven                                    |
| 1976/77   | Ajax Amsterdam                                   |
| 1977/78   | PSV Eindhoven                                    |
| 1978/79   | Ajax Amsterdam                                   |
| 1979/80   | Ajax Amsterdam                                   |
| 1980/81   | AZ’67 Alkmaar                                    |
| 1981/82   | Ajax Amsterdam                                   |
| 1982/83   | Ajax Amsterdam                                   |
| 1983/84   | Feyenoord Rotterdam                              |
| 1984/85   | Ajax Amsterdam                                   |
| 1985/86   | PSV Eindhoven                                    |
| 1986/87   | PSV Eindhoven                                    |
| 1987/88   | PSV Eindhoven                                    |
| 1988/89   | PSV Eindhoven                                    |
| 1989/90   | Ajax Amsterdam                                   |
| 1990/91   | PSV Eindhoven                                    |
| 1991/92   | PSV Eindhoven                                    |
| 1992/93   | Feyenoord Rotterdam                              |
| 1993/94   | Ajax Amsterdam                                   |
| 1994/95   | Ajax Amsterdam                                   |
| 1995/96   | Ajax Amsterdam                                   |
| 1996/97   | PSV Eindhoven                                    |
| 1997/98   | Ajax Amsterdam                                   |
| 1998/99   | Feyenoord Rotterdam                              |
| 1999/2000 | PSV Eindhoven                                    |
| 2000/01   | PSV Eindhoven                                    |
| 2001/02   | Ajax Amsterdam                                   |
| 2002/03   | PSV Eindhoven                                    |
| 2003/04   | Ajax Amsterdam                                   |
| 2004/05   | PSV Eindhoven                                    |
| 2005/06   | PSV Eindhoven                                    |
| 2006/07   | PSV Eindhoven                                    |
| 2007/08   | PSV Eindhoven                                    |
| 2008/09   | AZ Alkmaar                                       |
| 2009/10   | FC Twente Enschede                               |
| 2010/11   | Ajax Amsterdam                                   |
| 2011/12   | Ajax Amsterdam                                   |
| 2012/13   | Ajax Amsterdam                                   |
| 2013/14   | Ajax Amsterdam                                   |
| 2014/15   | PSV Eindhoven                                    |
| 2015/16   | PSV Eindhoven                                    |
| 2016/17   | Feyenoord Rotterdam                              |
| 2017/18   | PSV Eindhoven                                    |
| 2018/19   | Ajax Amsterdam                                   |
| 2019/20   | wegen der COVID-19-Pandemie abgebrochen 2        |
| 2020/21   | Ajax Amsterdam                                   |
| 2021/22   | Ajax Amsterdam                                   |
| 2022/23   | Feyenoord Rotterdam                              |
| 2023/24   | PSV Eindhoven                                    |
| 2024/25   | PSV Eindhoven                                    |

## Mannschaften nach Meistertiteln
| Rang | Verein                   | Titel | Jahre |
| ---- | ------------------------ | ----- | --- |
| 1.   | Ajax Amsterdam           | 36    | 1917/18, 1918/19, 1930/31, 1931/32, 1933/34, 1936/37, 1938/39, 1946/47, 1956/57, 1959/60, 1965/66, 1966/67, 1967/68, 1969/70, 1971/72, 1972/73, 1976/77, 1978/79, 1979/80, 1981/82, 1982/83, 1984/85, 1989/90, 1993/94, 1994/95, 1995/96, 1997/98, 2001/02, 2003/04, 2010/11, 2011/12, 2012/13, 2013/14, 2018/19, 2020/21, 2021/22 |
| 2.   | PSV Eindhoven            | 26    | 1928/29, 1934/35, 1950/51, 1962/63, 1974/75, 1975/76, 1977/78, 1985/86, 1986/87, 1987/88, 1988/89, 1990/91, 1991/92, 1996/97, 1999/2000, 2000/01, 2002/03, 2004/05, 2005/06, 2006/07, 2007/08, 2014/15, 2015/16, 2017/18, 2023/24, 2024/25                                                                                         |
| 3.   | Feyenoord Rotterdam      | 16    | 1923/24, 1927/28, 1935/26, 1937/38, 1939/40, 1960/61, 1961/62, 1964/65, 1968/69, 1970/71, 1973/74, 1983/84, 1992/93, 1998/99, 2016/17, 2022/23 |
| 4.   | HVV Den Haag             | 10    | 1890/91, 1895/96, 1899/1900, 1900/01, 1901/02, 1902/03, 1904/05, 1906/07, 1909/10, 1913/14, |
| 5.   | Sparta Rotterdam         | 6     | 1908/09, 1910/11, 1911/12, 1912/13, 1914/15, 1958/59 |
| 6.   | RAP Amsterdam            | 5     | 1891/92, 1893/94, 1896/97, 1897/98, 1898/99 |
| 7.   | Go Ahead Eagles Deventer | 4     | 1916/17, 1921/22, 1929/30, 1932/33 |
| 8.   | Haarlemsche FC           | 3     | 1889/90, 1892/93, 1894/95 |
| 8.   | HBS Den Haag             | 3     | 1903/04, 1905/06, 1924/25 |
| 8.   | Willem II Tilburg        | 3     | 1915/16, 1951/52, 1954/55 |
| 11.  | Racing Club Haarlem      | 2     | 1922/23, 1952/53 |
| 11.  | Heracles Almelo          | 2     | 1926/27, 1940/41 |
| 11.  | ADO Den Haag             | 2     | 1941/42, 1942/43 |
| 11.  | AZ Alkmaar               | 2     | 1980/81, 2008/09 |
| 15.  | VV Concordia Rotterdam   | 1     | 1888/89 |
| 15.  | Quick Den Haag           | 1     | 1907/08 |
| 15.  | Be Quick Groningen       | 1     | 1919/20 |
| 15.  | NAC Breda                | 1     | 1920/21 |
| 15.  | Sportclub Enschede       | 1     | 1925/26 |
| 15.  | De Volewijckers          | 1     | 1943/44 |
| 15.  | HFC Haarlem              | 1     | 1945/46 |
| 15.  | BVV Den Bosch            | 1     | 1947/48 |
| 15.  | SVV Schiedam             | 1     | 1948/49 |
| 15.  | Limburgia Brunssum       | 1     | 1949/50 |
| 15.  | FC Eindhoven             | 1     | 1953/54 |
| 15.  | Rapid JC                 | 1     | 1955/56 |
| 15.  | FC Utrecht               | 1     | 1957/58 |
| 15.  | DWS Amsterdam            | 1     | 1963/64 |
| 15.  | FC Twente Enschede       | 1     | 2009/10 |

## Rekordmeister
| Zeitraum  | Verein                           | Anzahl Titel |
| --------- | -------------------------------- | ------------ |
| 1893–1894 | Haarlemsche FC                   | 2            |
| 1894–1895 | Haarlemsche FC und RAP Amsterdam | 2            |
| 1895–1897 | Haarlemsche FC                   | 3            |
| 1897–1898 | Haarlemsche FC und RAP Amsterdam | 3            |
| 1898–1902 | RAP Amsterdam                    | 4–5          |
| 1902–1903 | RAP Amsterdam und HVV Den Haag   | 5            |
| 1903–1959 | HVV Den Haag                     | 6–10         |
| 1960–1965 | HVV Den Haag und Ajax Amsterdam  | 10           |
| seit 1966 | Ajax Amsterdam                   | 11–36        |